# Cəmşid Naxçıvanski

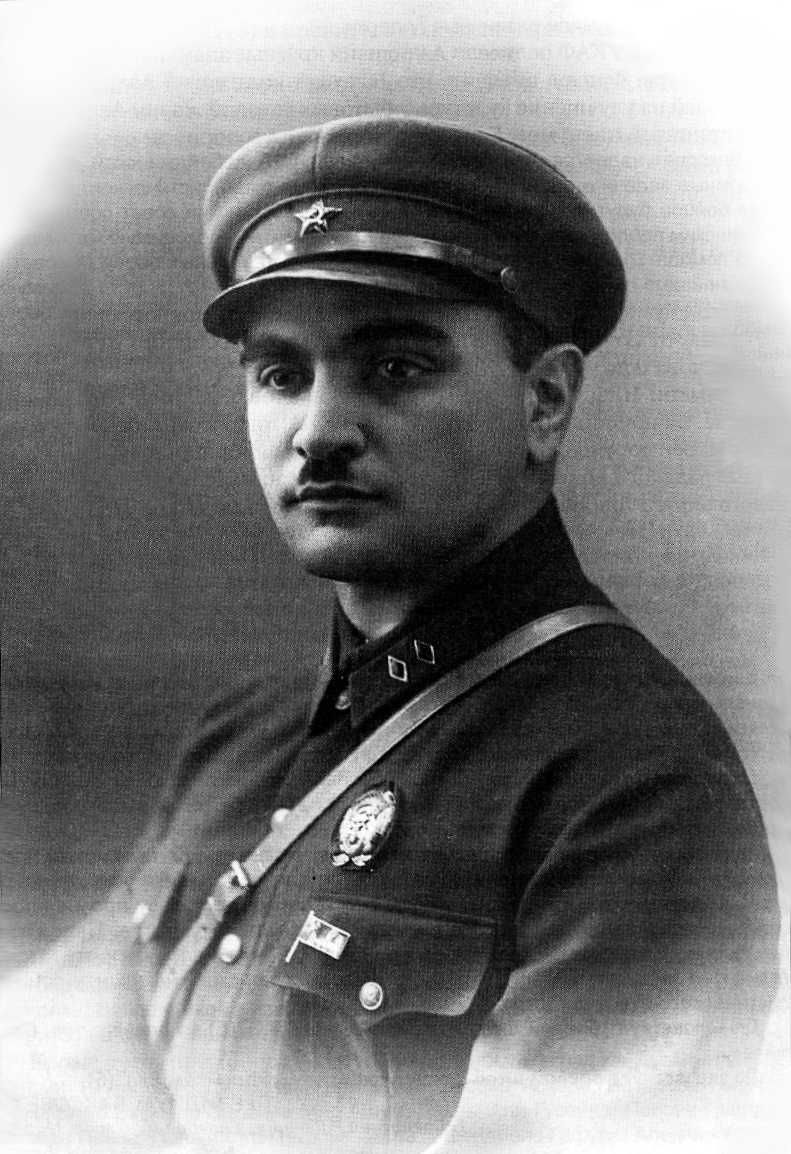
Cəmşid Naxçıvanski

Cəmşid Cəfərqulu oğlu Naxçıvanski (eingedeutscht Dschämschid Nachtschiwanski; * 23. August 1895 in Naxçıvan, Gouvernement Eriwan, Russisches Kaiserreich; † 26. August 1938 in Moskau, RSFSR, UdSSR) war ein kaiserlich-russischer, aserbaidschanischer und sowjetischer Offizier und Brigadekommandant. Er gehörte zur letzten Generation der Generäle aus der angesehenen Khan-Familie von Naxçıvan.

## Werdegang
Naxçıvanski war in die Familie des Rittmeisters der zaristischen Armee Cəfərqulu (Dschäfärgulu) Naxçıvanski hineingeboren. Sein Onkel war Hüseyn Xan Naxçıvanski, Generaladjutant und General der Kavallerie der Kaiserlich Russischen Armee.
1904 trat Naxçıvanski in das Kadettenkorps von Tiflis, eine militärische Ausbildungseinrichtung der Zarenarmee ein und schloss diese 1911 ab. Die militärische Laufbahn begann er im August 1914 als Junker in der Kavallerieschule von Elisawetgrad (heute Kropywnyzkyj, Ukraine). 1915 wurde er in ein Regiment versetzt und zum Kornett befördert.
Während des Ersten Weltkrieges kämpfte Naxçıvanski in einem aserbaidschanischen Kavallerieregiment der Wilden Division gegen die deutschen Einheiten in der Oblast Iwano-Frankiwsk. Für seine Verdienste bekam er in den Jahren 1916–1917 den Russischen Orden der Heiligen Anna 4. und 3. Klasse und den Orden des Sankt-Stanislaus 3. und 2. Klasse verliehen. Im Januar 1917 wurde er mit dem Goldenen Schwert für Tapferkeit ausgezeichnet.
Nach dem Zusammenbruch des Zarenreichs wurde die Wilde Division per Erlass der provisorischen Regierung reorganisiert und in die Kaukasische einheimische Kavalleriedivision umbenannt. Im September 1917 wurde diese in den Kaukasus versetzt. Naxçıvanski, mittlerweile Stabsrittmeister, diente im Kavalleriekorps dieser Division. Anfang 1918 wurde der muslimisch-aserbaidschanische Korps durch Beschluss des Transkaukasischen Sonderkomitees unter dem Kommando des Generalleutnants Əliağa Şıxlinski neu aufgestellt. Naxçıvanski wurde zum Oberstleutnant befördert.
Mit der Gründung der Demokratischen Republik Aserbaidschan (DRA) wurde der Kavalleriekorps von Naxçıvanski in unabhängiges aserbaidschanisches Korps umbenannt. Gemeinsam mit der kaukasisch-islamischen Armee nahmen seine Einheiten an der Schlacht um Baku im September 1918 teil.
In den Reihen der aserbaidschanischen Streitkräfte diente Naxçıvanski als Kommandeur des 1. Kavallerieregiments. Auf Anordnung von Səməd bəy Mehmandarov, dem Verteidigungsminister der DRA wurde Naxçıvanski zum Befehlshaber des 2. in Karabach stationierten Kavallerieregiments berufen.

## In den Reihen der Roten Armee
Nach der Auflösung der DRA am 28. April 1920 erkannte der Korps von Naxçıvanski die Macht der Bolschewiki in Aserbaidschan an. Nach der blutigen Niederschlagung des antisowjetischen Aufstandes von Gəncə wurden alle ehemaligen Offiziere der DRA, darunter Naxçıvanski festgenommen. Zwei Monate später wurde er freigelassen und zum Kommandierenden der aserbaidschanischen Schützendivision ernannt, die später in 77. Gebirgsdivision umbenannt wurde. 1930 wurde ihm der Orden des Roten Banners der Arbeit verliehen.
1931 wurde Naxçıvanski unter dem Vorwurf der antisowjetischen Konspiration in Tiflis verhaftet. Im September desselben Jahrs wurde er vom Gericht schuldig gesprochen und zum Tode verurteilt. Der Ausführung dieses Urteils entging Naxçıvanski dank der Einmischung von Sergo Ordschonikidse, der die Entscheidung im Politbüro der ZK der Sowjetunion revidieren ließ. Naxçıvanski wurde auf freien Fuß gesetzt und begann ein Studium an der Frunse-Militärakademie in Moskau. Nach dem Abschluss blieb er an der Akademie als Dozent. Im Dezember 1935 wurde er per Erlass zum Brigadekommandeur befördert.
Mit Beginn stalinistischer Säuberungen geriet Naxçıvanski ins Visier des sowjetischen Geheimdienstes. Im Mai 1938 wurde er erneut festgenommen. Wie beim ersten Mal wurde er der antisowjetischen Konspiration bezichtigt. Am 26. August befand das Militärkollegium des Obersten Gerichtshofs der Sowjetunion Naxçıvanski für schuldig und verurteilte ihn zum Tode durch Erschießen. Das Urteil wurde noch am selben Tag vollstreckt.
Im Dezember 1956 wurde Naxçıvanski posthum rehabilitiert.